# Sommer-Paralympics 2004/Bogenschießen
Bei den XXII. Sommer-Paralympics 2004 in Athen wurden sieben Wettbewerbe in Bogenschießen ausgetragen.
Austragungsort war der Helliniko Olympic Complex. Die Wettkämpfe fanden vom 21. bis 26. September statt.

## Männer

### W1, Einzel
| Platz | Land | Athlet           |
| ----- | ---- | ---------------- |
| 1     | GBR  | John Cavanagh    |
| 2     | SWE  | Anders Groenberg |
| 3     | USA  | Jeffrey Fabry    |

### W2, Einzel
| Platz | Land | Athlet         |
| ----- | ---- | -------------- |
| 1     | GER  | Mario Oehme    |
| 2     | KOR  | Young Joo Jung |
| 3     | KOR  | Hong Gu Lee    |

### Stand, Einzel
| Platz | Land | Athlet          |
| ----- | ---- | --------------- |
| 1     | SVK  | Imrich Lyocsa   |
| 2     | POL  | Tomasz Lezanski |
| 3     | KOR  | Tae Sung An     |

### Mannschaft
| Platz | Land | Athlet                                       |
| ----- | ---- | -------------------------------------------- |
| 1     | KOR  | Young Joo Jung Hak Young Lee Hong Gu Lee     |
| 2     | JPN  | Koichi Minami Kimimasa Onodera Shinji Sakoda |
| 3     | USA  | Aaron Cross Jeffrey Fabry Kevin Stone        |

## Frauen

### W1-W2, Einzel
| Platz | Land | Athletin      |
| ----- | ---- | ------------- |
| 1     | ITA  | Paola Fantato |
| 2     | JPN  | Naomi Isozaki |
| 3     | JPN  | Nako Hirasawa |

### Stand, Einzel
| Platz | Land | Athletin           |
| ----- | ---- | ------------------ |
| 1     | CHN  | Yanhong Wang       |
| 2     | THA  | Wasana Karpmaichan |
| 3     | POL  | Malgorzata Olejnik |

### Mannschaft
| Platz | Land | Athletin                                   |
| ----- | ---- | ------------------------------------------ |
| 1     | GBR  | Anita Chapman Margaret Parker Kathy Smith  |
| 2     | ITA  | Paola Fantato Anna Menconi Sandra Truccolo |
| 3     | KOR  | Hee Sook Ko Hwa Sook Lee Kyung Hee Lee     |